# 岡本采子
岡本 采子（おかもと あやこ）は、テレビ高知 (KUTV) のアナウンサー。

## 来歴
高知県出身。土佐女子中学高等学校、駒澤大学卒業。
2022年4月にさくらんぼテレビに入社し、同期の福島汀紗とともに同局のアナウンサーになる。
2025年2月より地元のテレビ高知へ移籍。

## 担当番組
- 昼ドキ!TV やまがたチョイす[1]
- FNN Live News days[1]
- News イット! やまがた - 週末版（土曜・日曜）担当[1]